# Palazzo Durazzo-Cattaneo Adorno
Il palazzo Durazzo-Cattaneo Adorno, anche detto palazzo Negrotto Cambiaso o palazzo di Stefano Durazzo (dal committente che nel Settecento ne finanziò la decorazione), è un edificio storico italiano, sito in via del Campo 12, nel centro storico di Genova. È uno dei Palazzi dei Rolli che furono designati, al tempo della Repubblica di Genova, a ospitare gli ospiti di alto rango durante le visite di stato per conto del governo genovese.
Dal 1989 è sottoposto a vincolo di tutela da parte della soprintendenza.

## Storia e descrizione
Edificato su un lotto dell'albergo nobiliare dei Savignoni, nel 1664 risultava di proprietà di Cesare Durazzo, eletto doge della Repubblica di Genova nell'anno successivo.
Fu oggetto di ristrutturazione nel XVIII secolo su disegno di Giovanni Battista Storace, che progettò in questa occasione il prospetto rococò verso mare con balconata marmorea al secondo piano nobile. Negli anni trenta del Settecento, su commissione di Stefano Durazzo, venne eseguita dal pittore più in vista della Genova dell'epoca, Domenico Parodi, la decorazione della sala dei fiumi, con le allegorie dei torrenti Magra, Vara, Bisagno e Polcevera in forma di fontane, e della sala di Nettuno, ove lo spettatore si trova a guardare le divinità marine sulla volta come dal fondo del mare. Nel 1797 il palazzo, di quattro piani con il piano terra a destinazione commerciale, risultava appartenere a Pietro Durazzo e nel 1808 a Stefano Durazzo.
La revisione urbanistica di via Carlo Alberto (poi via Antonio Gramsci) nel 1835, determinò l'unione dell'edificio con quello di testata, inglobando via Sottoripa la Scura che li separava. In tale occasione venne spostato il vano scala e modificata la distribuzione interna. Nel 1871 era proprietà del marchese Lazzaro Negrotto, che se ne riservò due piani. Alla sua morte, passò alla moglie Teresa Pallavicini.
La facciata su via del campo presenta una marcata scansione orizzontale, finestre con timpani alterni a triangolo e semicerchio, cornicione a mensoloni e portale in marmo con specchiature nello spessore dello stipite. I prospetti esterni dell'edificio sono stati oggetto, negli anni 2000-2001, di uno specifico restauro conservativo.
Parte dell'edificio, tra cui il secondo piano nobile, ospita un hotel a 5 stelle lusso con 12 suite.

## Galleria d'immagini

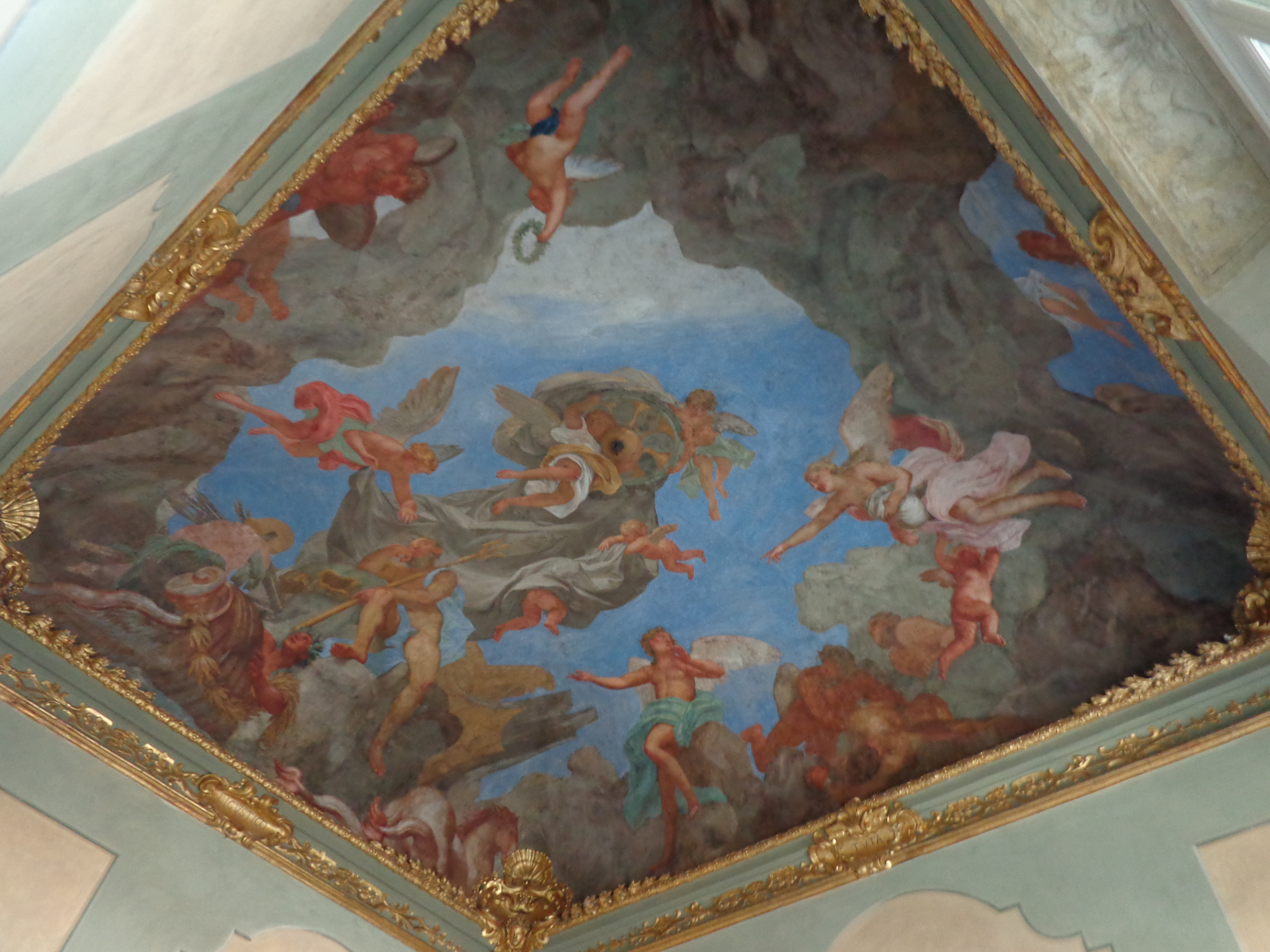
Domenico Parodi, Sala di Nettuno
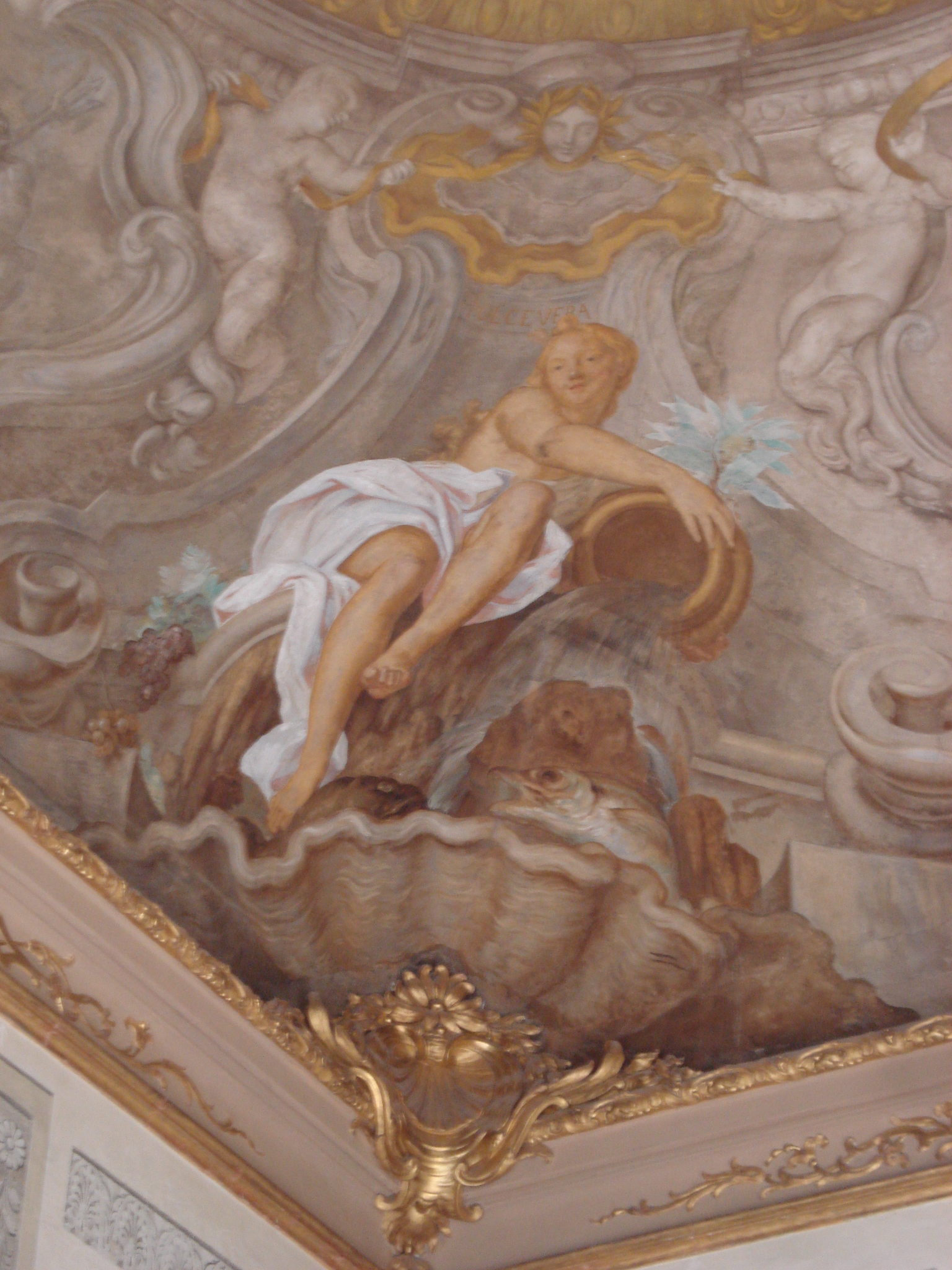
Domenico Parodi, Sala dei fiumi